# Zlatý věk Athén

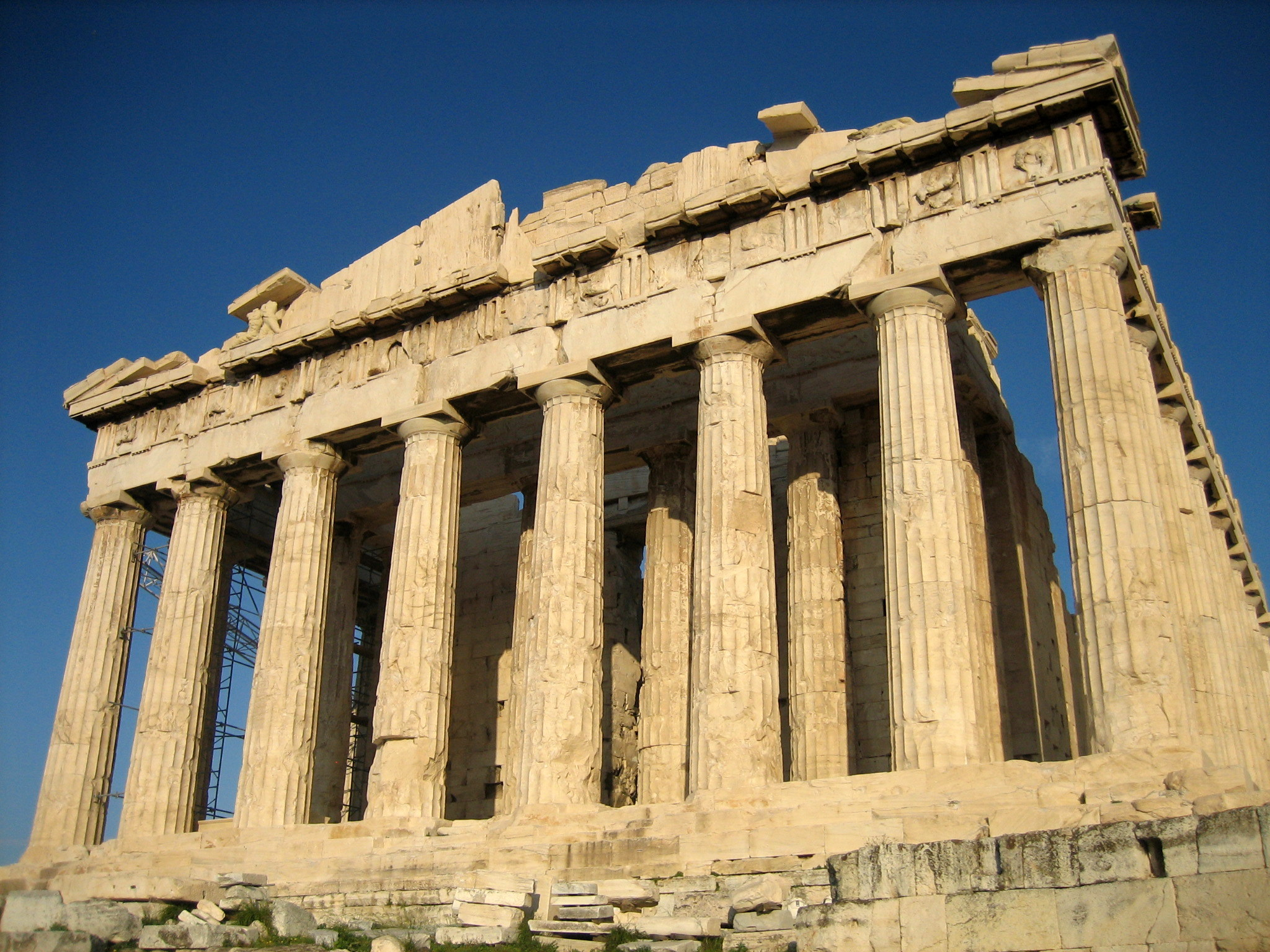
Parthenón

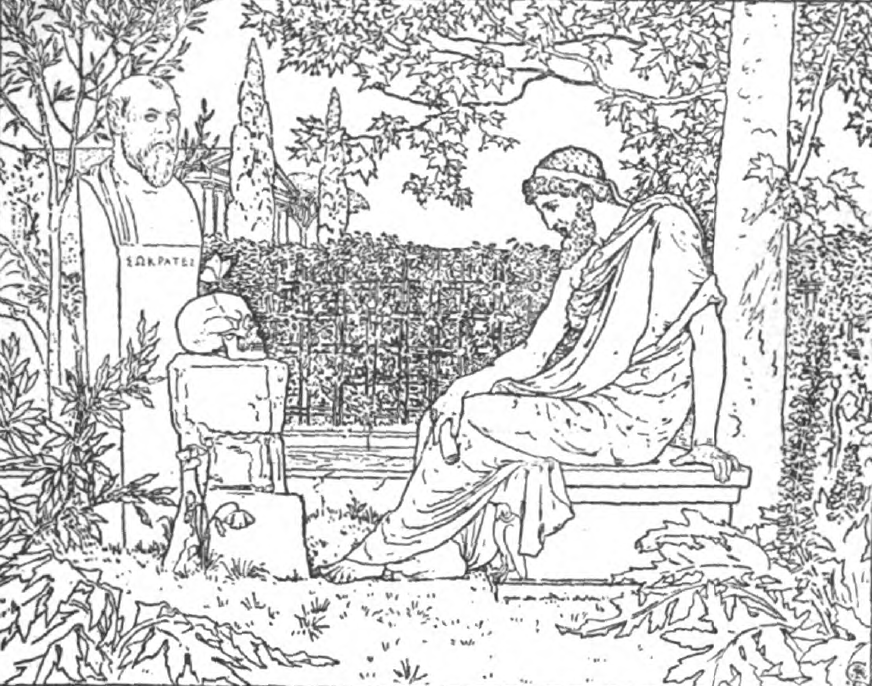
Platón u Sókratova hrobu

Zlatý věk Athén nebo Periklova éra je označení éry v dějinách starořeckého městského státu Athény, která zhruba splývá s 5. stoletím př. n. l. (478 až 404 př. n. l.), a která se vyznačuje mimořádným rozkvětem kultury, hospodářství, myšlení a politiky. Během poměrně krátké doby se v Aténách akumulovalo mimořádné kulturní bohatství považované za základ západní civilizace. Období rozkvětu začalo odražením perské invaze koalicí známou jako Athénský námořní spolek, s dominantní rolí Atén. Po vítězné válce se tento spolek proměnil v cosi jako athénské impérium, když jeho pokladnice byla převezena z ostrova Délos do Athén, kde posloužila k financování stavby athénské Akropole s hlavním chrámem Parthenónem, jedním z hlavních symbolů éry rozkvětu. Dalším významným architektonickým dílem éry byl Chrám Dia Olympského. Klíčovým politickým lídrem epochy byl Periklés, který v letech 442–429 př. n. l. zastával post athénského stratéga. Jednou z jeho nejdůležitějších reforem bylo umožnit thetes (chudým Athéňanům) obsadit veřejný úřad. Dalším úspěchem bylo vytvoření mistoforie, platu pro občany, kteří se věnovali veřejné službě. Chudým také pomáhala řada sociálních opatření. Rovnost a demokracie tak dosáhly svého starověkého vrcholu. Voleni byli jen stratégové (generálové a diplomaté) a dobový "ministr financí", ostatní funkce byly obsazovány losem. Aristokratičtí archonti prakticky ztratili vliv. Stratégy volilo shromáždění všech svobodných občanů zvané ekklésiá. Zúčastňovalo se ho až 6000 osob. Rozhodovalo i o zákonech a vyhláškách. Ty pak ještě musela schválit losovaná pětisetčlenná rada zvaná búlé, složená na kmenovém principu. Ekklésiá se konala čtyřicetkrát do roka, na kopci zvaném Pnyx, před Akropolí. Vojenská moc Athén tehdy spočívala v námořním vojsku a lodích zvaných triéra. Bohatí athénští muži považovali za čest sponzorovat jednotlivé triéry, pravděpodobně i proto, že se tím stali jejich veliteli. Finančně byly Atény zajištěny z cel vybíraných v nedalekém přístavu Pireus. Aténská elita žila ve srovnání s elitami jiných starověkých států skromně a bez velkého přepychu. Vlastnictví půdy nebylo koncentrované: 71–73 % občanů vlastnilo 60–65 % půdy. Populace Athén ve zlatém věku se odhaduje na 300-350 tisíc obyvatel. Největším náboženským svátkem byly Panathénaje k poctě bohyně Athény. Velký kulturní význam získaly slavnosti k poctě Dionýsa zvané Dionýsia, na nichž vzniklo drama, tragické i komediální. Ve zlatém věku Athén ve městě působili dramatici Aischylos, Sofoklés, Aristofanés či Eurípidés, sochaři Feidiás, Myrón a Polykleitos, architekt Hippodamus z Milétu, historici Hérodotos, Thúkydidés a Xenofón, lékař Hippokratés a filozofové Sókratés, Platón a Aristotelés. Démokritos svým atomismem položil základy vědeckému myšlení. Je prokázáno, že některé z těchto osobností, například Aristofanés nebo Sokrates, pocházely z chudých rodin, takže vertikální sociální mobilita byla na starověké poměry mimořádná. Role ženy zůstala archaická, soustředěná na rodinu, ženy neměly politická práva a nemohly zastávat úřady. Mohly se však stát kněžkami athénského kultu, a tímto způsobem jistý politický vliv získat. I manželka mohla zahájit rozvod. Po rozvodu byl manžel povinen vrátit věno nebo platit 18procentní úrok ze svého majetku bývalé ženě, aby mohla žít dál a mohla se znovu vdát. Děti ovšem vždy zůstaly v domě svého otce. Příčiny konce zlatého athénského věku tkví v nespokojenosti ostatních členů athénského námořního spolku s athénskou hegemonií. Konkurenční peloponéský spolek vedený Spartou Athénám nakonec vyhlásil válku (peloponéská válka). Prohra Athén v ní roku 404 př. n. l. bývá všeobecně označována za konec zlatého věku, byť polis fungovala dál a nezávislost definitivně ztratila až v roce 338 př. n. l., když ji dobyl Filip II. Makedonský. 